# Georg Klaus
Georg Klaus (* 28. Dezember 1912 in Nürnberg; † 29. Juli 1974 in Ost-Berlin) war ein deutscher marxistisch-leninistischer Philosoph, Schachspieler und Schachfunktionär.

## Leben
Georg Klaus war der dritte Sohn des Eisengießers Georg Heinrich Klaus. Seine Mutter war Putzfrau. Als Sechzehnjähriger wurde er Mitglied der KPD. Er war in einem von der KPD in Nürnberg organisierten Arbeiterschachklub aktiv. Als einziger Arbeiterjunge Nürnbergs erhielt er ein Schulstipendium. 
1932 begann er ein Studium der Mathematik an der Universität Erlangen. Nach der Machtübernahme der Nationalsozialisten wurde Klaus auf Grund seiner politischen Aktivitäten 1933 verhaftet und wegen Hochverrats verurteilt. Er verbrachte zwei Jahre im Zellengefängnis Nürnberg und danach drei Jahre Schutzhaft im Konzentrationslager Dachau. 
Nach seiner Entlassung 1939 arbeitete er in Nürnberg in den Bleistiftfabriken Faber-Castell und Schwan-Bleistift.
1943 wurde Klaus in die Wehrmacht eingezogen und an der Ostfront eingesetzt. Er wurde mit dem Eisernen Kreuz II. Klasse und dem silbernen Verwundetenabzeichen ausgezeichnet. Aufgrund eines Lungendurchschusses verbrachte er mehrere Wochen in einem Lazarett in Bad Blankenburg.
1945 geriet er an der Westfront in alliierte Kriegsgefangenschaft. 
Nach dem Ende des Zweiten Weltkrieges und seiner Entlassung aus der Kriegsgefangenschaft war er von 1945 bis 1946 Leiter des Verlags Thüringer Volk in Sonneberg. Im September 1945 wurde er in Sonneberg Kreisvorsitzender der KPD und 1946 Mitglied der Kreisleitung der SED. In den Jahren 1946 und 1947 besuchte er die Parteihochschule „Karl Marx“ der SED und war danach Sekretär bei der SED-Landesleitung Thüringen.
1947 nahm Klaus in Jena bei Max Bense sein Studium wieder auf und schloss es 1948 als Dr. paed. (Erziehungswissenschaften) ab. 
Nach einer Dozententätigkeit und anschließender Habilitation wurde er 1950 an der Universität Jena Professor für Dialektischen und Historischen Materialismus. 1953 wechselte er an die Humboldt-Universität zu Berlin und wurde dort Direktor des Instituts für Philosophie. Zugleich übernahm er den Lehrstuhl für Logik und Erkenntnistheorie. Laut Peter Ruben haben Georg Klaus und Klaus Zweiling zusammen an der Humboldt-Universität das Potential einer „Berliner Schule“ der marxistischen Philosophie, die sich auf Naturwissenschaften und Logik orientierte, gebildet. 1959 wechselte Klaus an die Deutsche Akademie der Wissenschaften (AdW) und übernahm dort die Leitung der Arbeitsstelle „Philosophiehistorische Texte“. Zur gleichen Zeit begann sein Nachfolger Hermann Ley als Direktor des Instituts für Philosophie an der Humboldt-Universität mit dem Aufbau des Lehrstuhls Philosophische Probleme der Wissenschaften, wobei ihn der Klaus-Schüler Herbert Hörz unterstützte. Unter Federführung von Klaus und bei ständig wachsendem Personalbestand entwickelte sich an der Akademie der Wissenschaften das Institut für Philosophie, zuletzt „Zentralinstitut für Philosophie“. 1961 wurde Klaus zum ordentlichen Mitglied der Akademie der Wissenschaften gewählt.

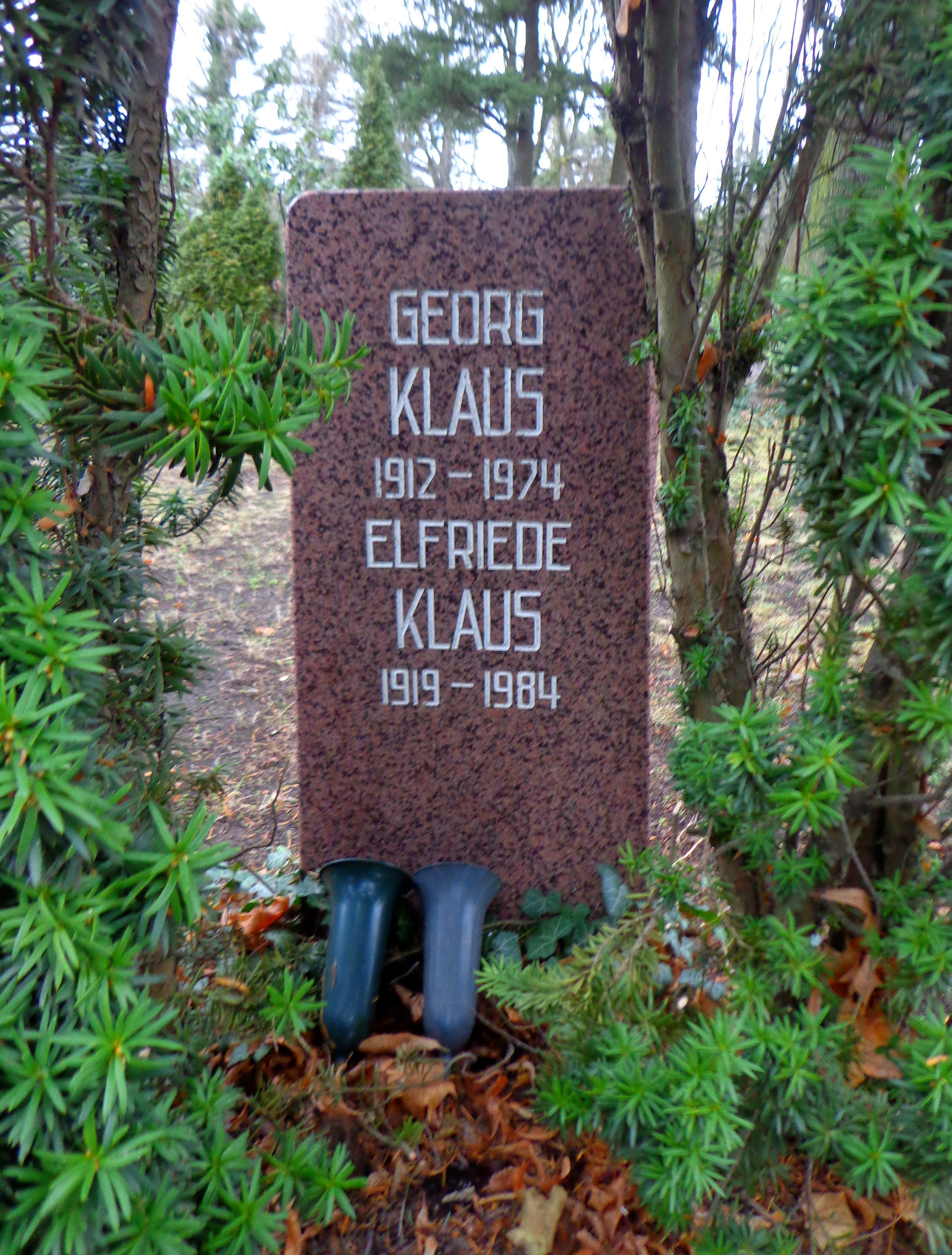
Grabstätte

Georg Klaus starb 1974. Seine Urne wurde in der Grabanlage Pergolenweg des Berliner Zentralfriedhofs Friedrichsfelde beigesetzt. In einem ausführlichen Nachruf im Neues Deutschland heißt es, Klaus sei über zehn Jahre lang die meiste Zeit ans Krankenbett gefesselt und von medizinischen Geräten umgeben gewesen. Dennoch sei er geistig produktiv geblieben und habe noch zahlreiche Bücher verfasst.

## Familie
Klaus war zweimal verheiratet. Mit seiner ersten Frau Maria hatte er eine gemeinsame Tochter. In der zweiten Ehe mit seiner Frau Elfriede adoptierte er ihre beiden mitgebrachten Töchter. Die Familie lebte in Berliner Vororten, zuletzt in Berlin-Wilhelmshagen. In diesem Haus wohnen heute seine Adoptivtochter Sabine, Regisseurin beim Fernsehen, und ihr Ehemann Klaus Fuchs-Kittowski.

## Arbeitsgebiete
Zum philosophischen Anliegen von Georg Klaus gehörte die Verbindung seiner Philosophie mit den modernen Wissenschaften. Er hatte erkannt, dass auf diesem Gebiet erhebliche Rückstände in der philosophischen Rezeption bestanden. Große Schwierigkeiten hatte die marxistische Philosophie in der Mitte des 20. Jahrhunderts mit einem materialistischen Verständnis von Mathematik und Logik, mit neueren Ergebnissen der Physik, zum Beispiel zu Raum und Zeit, sowie mit Disziplinen wie Semiotik und Kybernetik. Daraus erklärt sich seine intensive Beschäftigung mit der modernen Logik, mit Kybernetik, Semiotik sowie mit einer Allgemeinen Methodologie der Wissenschaften. Seine diesbezüglichen Arbeiten schlossen stets ein, unwissenschaftliche und dogmatische philosophische Interpretationen wissenschaftlicher Ergebnisse zurückzuweisen.
Von 1954 an hielt Klaus am Institut für Philosophie der Humboldt-Universität zu Berlin eine zweisemestrige philosophische Vorlesung zur Logik, wobei er unter Logik deren moderne, als mathematische Logik bezeichnete Gestalt verstand. Diese Vorlesung bildete den Grundstock für seine späteren, in mehreren, zunehmend verbesserten und erweiterten Auflagen erschienenen Schriften zur modernen Logik (s. Werke). Im Rahmen dieser Vorlesung entwickelte Klaus auch eine scharfe Polemik gegen philosophische Fehleinschätzungen der modernen Logik, etwa der formalen Logik im Sinne von David Hilbert. Seine rigorosen Einschätzungen von Arbeiten zur philosophischen Bewertung der Logik durch den ungarischen Marxisten Béla Fogarasi trugen ihm in der DDR mancherlei Tadel ein.
Nach seinem Wechsel an die Akademie der Wissenschaften der DDR, wo er zunächst die Arbeitsstelle „Philosophiehistorische Texte“ leitete, beteiligte sich Klaus an der Herausgabe philosophiehistorischer Schriften, die er mit ausführlichen Vorreden und wissenschaftlichen Anmerkungen ausstattete. Klaus verfügte über umfangreiche philosophiehistorische Kenntnisse. Es ist daher verfehlt – wie oft geschehen – Georg Klaus allein als den „Kybernetik-Philosophen“ zu sehen.
Allerdings gehörten die Kybernetik und ihre Teilgebiete (Systemtheorie, Regelungstheorie, Kontrolltheorie, Informations- und Kommunikationstheorie, Spieltheorie) zu den von Klaus bevorzugt behandelten Gebieten. Bei der Kybernetik begnügt er sich auch nicht mit einer wissenschaftstheoretischen und philosophischen Analyse der Kybernetik und ihren Teilgebieten sowie möglichen Anwendungen in anderen Disziplinen, sondern versuchte auch wissenschaftspolitische und wissenschaftsorganisatorische Voraussetzungen dafür zu schaffen. An der Akademie führte dies zur Bildung einer Kybernetik-Kommission, die vom damaligen Generalsekretär der Akademie berufen wurde. Die Leitung dieser Kommission übernahm Georg Klaus, unterstützt von seinen Schülern Rainer Thiel und Heinz Liebscher. Die Kommission sollte eine Denkschrift erarbeiten, in der Forschungsstand und künftige Anforderungen in Bezug auf den Einsatz kybernetischer Denkweisen erfasst werden sollten.
1963 leitete Klaus mit dem Beitrag Ungehobene Schätze. Erkenntnistheoretische Gesichtspunkte zur sogenannten Begabtentheorie in der Wochenzeitung Sonntag in der DDR das Umdenken von einer bis dahin rein umweltbestimmten Sichtweise auf eine vielschichtigere ein.
Parallel zu seinen wissenschaftstheoretischen und methodologischen Untersuchungen war Georg Klaus bestrebt, zur Entwicklung der Philosophie des dialektischen Materialismus beizutragen und sie auf das Niveau von Natur- und Sozialwissenschaften des 20. Jahrhunderts zu heben. So gelang es zum Beispiel, den Studiengang Ökonomische Kybernetik zu konzipieren, der Ende der 1960er Jahre an einigen Hochschulen der DDR eingeführt, nach dem Machtwechsel im SED-Politbüro von Walter Ulbricht zu Erich Honecker aber schon Mitte der 1970er Jahre aus ideologischen Gründen wieder eingestellt wurde. Klaus initiierte und gab zusammen mit Manfred Buhr das Philosophische Wörterbuch heraus. Außerdem veröffentlichte er das Wörterbuch der Kybernetik.

## Schach
1928 wurde Klaus Mitglied im Arbeiterschachklub Nürnberg. In der Zeitung Fränkische Tagespost war für die Schachecke verantwortlich. Nach der Zwangsauflösung des Arbeiterschachklubs wurde er Mitglied beim bürgerlichen Schachklub Noris Nürnberg. Hier wurde er 1933 Mannschaftsmeister von Franken.
1942 wurde Klaus überraschend Zweiter des Wertungsturniers in Regensburg, wodurch er sich für die Großdeutsche Meisterschaft in Bad Oeynhausen qualifizierte. Hier belegte er hinter Ludwig Rellstab den geteilten zweiten Platz. 1943 erreichte er den vierten Platz beim 4. Schachmeisterturnier des Generalgouvernements in Krynica. Dabei gelang ihm ein Sieg über Bogoljubow.
1953/54 war Klaus Präsident der Sektion Schach der DDR.
1953 remisierte er als nachgerückter Teilnehmer eines Wettkampfes DDR – Bulgarien in Sofia.
Klaus bezeichnete den früheren Schachweltmeister Emanuel Lasker als einen Vorläufer der Spieltheorie.
In dem ausführlichen Nachruf der Tageszeitung Neues Deutschland vom 2. August 1974 werden seine Schach-Aktivitäten nicht erwähnt.

## Schriften
- Die erkenntnistheoretische Isomorphierelation (1948, Diss.)
- Atomkraft – Atomkrieg? (zus. mit Peter Porst) 1949, 1. bis 1950, 4. Aufl.
- Vorwort zu: Kant, I.: Allgemeine Naturgeschichte und Theorie des Himmels. Berlin 1955, Philosophische Bücherei 3, S. 5–36
- Die Entdeckungen von Carl Friedrich Gauß auf dem Gebiet der Geometrie und ihre philosophische Bedeutung. Aufbau 11 (1955) 6, 120–134
- Lucretius Carus. Aufbau 11 (1955) 10, 890–897
- Einleitung zu: Lukrez: Über die Natur der Dinge. Berlin 1957, Philosophische Bücherei 12, S. 5–21
- Vortrag über philosophische und gesellschaftliche Probleme der Kybernetik (1957)
- Jesuiten, Gott, Materie – des Jesuitenpaters Wetter Revolte wider Vernunft und Wissenschaft (1957)
- Einführung in die formale Logik (1958; 2. Aufl. 1959); Moderne Logik. Abriss der formalen Logik (1964 1.; 7. Aufl. 1973)
- Erlebte Schachnovelle. In: Karau, Anita und Wenzel Renner: Schwarz und Weiß – Heitere und ernste Begegnungen mit dem königlichen Spiel in der Literatur. 1. Auflage, Sportverlag Berlin. 1960, S. 164–182.
- Kybernetik in philosophischer Sicht (1961 1. bis 1965 4. Aufl.)
- Einleitung zu: Kant, I.: Die Frühschriften Immanuel Kants – ihre philosophiehistorische und wissenschaftsgeschichtliche Bedeutung. (1961), S. VII–XCVII
- Über die Existenz kybernetischer Systeme in der Gesellschaft (zus. mit Rainer Thiel). Dt. Zeitschrift für Philosophie (1962) 1, S. 22–57
- Semiotik und Erkenntnistheorie (1963 1. bis 4. Aufl. 1973)
- Kybernetik und Gesellschaft (1964 1. bis 3. Aufl. 1973)
- Georg Klaus, Manfred Buhr (Hg.): Philosophische Wörterbuch. 2 Bde., Bibliographisches Institut, Leipzig 1964 (10. neubearb. u. erw. Aufl. 1974)
  - in der Bundesrepublik erschienen als Marxistisch-leninistisches Wörterbuch der Philosophie in 3 Bänden, Rowohlt, DNB 550778152
- Wörterbuch der Kybernetik. Dietz Verlag, Berlin 1968 und Fischer Handbücher Bd. 1 und 2, Frankfurt/Hamburg 1969
- Die Macht des Wortes. Ein erkenntnistheoretisch-pragmatisches Traktat. 1964 1. bis 6. Aufl. 1972
- Spezielle Erkenntnistheorie. Prinzipien der wissenschaftlichen Theorienbildung (1965)
- Was ist, was soll Kybernetik? (zus. mit Heinz Liebscher) (1966, 1. bis 1974, 9. Aufl.)
- Sinn, Gesetz und Fortschritt in der Geschichte (zus. mit Hans Schulze) 1967
- Spieltheorie in philosophischer Sicht (1968)
- Sprache der Politik (1971)
- Kybernetik und Erkenntnistheorie (1966 1. bis 5. Aufl. 1972)
- Kybernetik, eine neue Universalphilosophie der Gesellschaft? (1973)
- Rationalität – Integration – Information. Entwicklungsgesetze der Wissenschaft in unserer Zeit (1974)
- Systeme – Informationen – Strategien (zus. mit Heinz Liebscher) (1974)
- Philosophiehistorische Abhandlungen. Kopernikus – D’ Alembert – Condillac – Kant (1977) (hg. von Manfred Buhr)
- Beiträge zu philosophischen Problemen der Einzelwissenschaften (1978) (hg. von Heinz Liebscher)
- Bemerkungen zum gegenwärtigen Stand der marxistischen Philosophie in der DDR und den Perspektiven ihrer weiteren Entwicklung (1968) (als * Text aus dem Nachlass in: Eckardt 2002: 127–142)
- Kybernetik in der Welt des Menschen. In: Timo Daum & Sabine Nuss (Hrsg.): Die unsichtbare Hand des Plans. Koordination und Kalkül im digitalen Kapitalismus. Berlin 2021, Dietz Berlin, S. 68–75 (Reprint von: Georg Klaus: Kybernetik in philosophischer Sicht, Berlin 1963, III. Kap.: Kybernetik in der Welt des Menschen, S. 373–379).